# علم الحركة (أحياء)
في علم الأحياء، علم الحركة (بالإنجليزية: Kinesiology)‏ هو الدراسة العلمية لحركة أجسام الكائنات الحية خاصةً جسم الإنسان. ويتناول علم الحركة الآليات الفسيولوجية والميكانيكية والنفسية. وتطبيقات علم الحركة على صحة الإنسان تتضمن: الميكانيكا الحيوية وجراحة العظام والقوة والقدرة على التكيف وعلم النفس الرياضي وإعادة التأهيل، مثل العلاج البدني والمهني، بالإضافة إلى الرياضة والتدريب. فالحاصلون على درجةٍ علمية في علم الحركة من الممكن أن يعملوا في مجال الأبحاث والمجالات المتعلقة باللياقة البدنية والمواقع الصحية والأوساط الصناعية. إن دراسات حركة الإنسان والحيوان تتضمن تدابير من أنظمة تتبع الحركة والفيزيولوجيا الكهربائية لنشاط المخ والعضلات وطرق مختلفة لرصد الوظائف الفيزيولوجية، وغيرها من تقنيات البحوث السلوكية والمعرفية.
لا ينبغي خلط علم الحركة على النحو المبين أعلاه بـ علم الحركة التطبيقي، وهو أسلوب من الأساليب المثيرة للجدل  لتقويم العمود الفقري أسلوب تشخيصي.
ويرجع أصل الكلمة إلى اللغة اليونانية حيث تعني كلمة كاينيسيس (kinesis) (الحركة) وكاينين (kinein) (أي تحرك).

## الأساسيات
إن الكنيزيولوجيا (علم الحركة) هي دراسة حركة الإنسان والحيوان والأداء والوظائف عبر تطبيق علوم الميكانيكا الحيوية والتشريح وعلم الفيزيولوجيا وعلم النفس وعلم الأعصاب. وتتضمن تطبيقات علم الحركة في مجال صحة الإنسان تعليم التربية البدنية، ووظائف إعادة التأهيل الجسماني، مثل العلاج البدني والمهني، كما تتضمن أيضًا تطبيقات مجال الرياضة والتدريب. فعلم الحركة هو حقل للدراسة العلمية لا يُعِد الأشخاص للممارسة الطبية العملية. وتوفر درجة البكالوريوس في علم الحركة إعدادًا متميزًا للتأهل للدراسات العليا في مجال البحوث الطبية الحيوية، وكذلك البرامج المهنية مثل التعاون الصحي والطبي.
في حين أن مصطلح «علم الحركة» هي ليست تسمية مهنية أو مرخصة في الولايات المتحدة الأمريكية ولا معظم البلدان (باستثناء كندا)، ويمكن للأشخاص المدربين في هذا المجال تعليم التربية البدنية، وتقديم خدمات استشارية، وإجراء البحوث، وتطوير السياسات المتعلقة بإعادة التأهيل، والأداء الحركي الإنساني، وعوامل الإنسان، والسلامة والصحة المهنية. في أمريكا الشمالية، يدرس أخصائي علم الحركة لينالوا درجة البكالوريوس، أو الماجستير، أو الدكتوراه في علم الحركة أو درجة بكالوريوس علم الحركة، بينما تُمنح درجة العلوم التطبيقية (حركة الإنسان) أو (درجة أعلى).عادةً في أستراليا ونيوزيلندا. فقد تلقى العديد من أعضاء هيئة التدريس من الحاصلين على درجة الدكتوراه في برامج علم الحركة بأمريكا الشمالية تدريبهم في تخصصات ذات صلة، مثل: علم الأعصاب، والهندسة الميكانيكية، وعلم النفس، والفلسفة.
تم إنشاء أول قسمٍ لعلم الحركة بجامعة واترلو بكندا عام 1967 

## نطاق الممارسة
تشير الكنيزيولوجيا (علم الحركة) في معظم الدول إلى مجال الدراسة ولا يرتبط باتجاهٍ مهني.[بحاجة لمصدر] وفي كندا، يعد علم الحركة مسارًا مهنيًا مرتبطًا بتقييم الحركة، والأداء، والوظائف، وإعادة التأهيل، ومنع وإدارة الاضطرابات للحفاظ على إعادة التأهيل، وتحسين الحركة، والأداء، والوظائف في مجال الرياضة، والترفيه، والعمل، والتدريب، والأنشطة العامة في خلال الحياة اليومية.
تطبق الكنيزيولوجيا في مجالات الصحة واللياقة البدنية على الرياضيين من جميع المستويات، ولكنه غالبًا يُطبق في تدريب النخبة من الرياضيين. وفي كثير من الأحيان يركز تحليل النشاط الحيوي على الطاقة الحركية أو الأرقام العاملة في تطبيق التقنية. ويجب التركيز بشكلٍ أكبر على العضلات والمفاصل حيث إنها تقوم بالعمل، وتؤدي دورًا حرجًا في تطبيق التقنية.
تميم محمد

## الترخيص والتنظيم

### كندا
تعتبر الكنيزيولوجيا (علم الحركة) في كندا مهنة صحية خاضعة للقوانين التنظيمية  وقد اعتُبرت الكنيزيولوجيا جزءًا من مهنة صحية مقننة في إقليم أونتاريو في صيف عام 2007  وقد تم تقديم مقترحات مماثلة للتطبيق في أقاليم كندية أخرى.

### الولايات المتحدة
توفر جمعية علم الحركة الأمريكية بالولايات المتحدة، وهي المنظمة الوطنية لأقسام الجامعات المتخصصة في علم الحركة، معلوماتٍ مهنية عن البرامج التي تمنح الدرجات العلمية في علم الحركة.

## الخدمات الصحية
- تحسين الصحة

يركز أخصائيو علم الحركة العاملون في مجال تحسين الصحة على العمل مع الأفراد لتحسين الصحة، واللياقة البدنية، ورفاهية الفرد. يعمل أخصائيو علم الحركة بمواقع اللياقة البدنية، ومرافق التدريب الشخصي/المرافق الصحية للشركات، وفي الصناعة.
- الإكلينيكية/إعادة التأهيل

يعمل أخصائيو علم الحركة مع ذوي حالات العجز للمساعدة على استعادة قدراتهم البدنية بالشكل الأمثل. فيعملون مع الأفراد في بيوتهم، وفي مرافق اللياقة البدنية، وعيادات إعادة التأهيل، وبمواقع العمل. كما يعملون جنبًا إلى جنب مع أخصائيى العلاج الطبيعي والعلاج الوظيفي.
- عوامل الإنسان

يعمل أخصائيو علم الحركة في صناعةٍ تهدف إلى تقييم مدى ملاءمة تصميم محطات العمل؛ ومن ثم تقديم الاقتراحات لإجراء التعديلات، وتوفير الأجهزة المساعدة.
- الصحة والأمان

ويشارك أخصائيو علم الحركة في تقديم الاستشارات لقطاع الصناعة؛ وذلك لتحديد المخاطر، وتقديم التوصيات والحلول لتحسين صحة العمال وسلامتهم.
- إدارة العجز/تنسيق الحالة

يُوصي أخصائيو علم الحركة بخطة عملٍ ليعود المصاب إلى وظيفته المثلى في جميع جوانب الحياة.
- الإدارة/البحث/الإداريات/الصحة والسلامة

يتولى أخصائيو علم الحركة كثيرًا من الأدوار في جميع المجالات السابقة، فيجرون الأبحاث، ويديرون العمل.